# Johann Christoph Haffner
Johann Christoph Haffner, auch Hafner, (* 1668 in Ulm; † 31. Mai 1754 in Augsburg) war ein deutscher Kupferstecher und Verleger. 
Haffner lernte die Kupferstecherkunst wahrscheinlich in Augsburg, wo er anschließend als Stecher tätig war. Neben Bildnissen fertigte er Buchillustrationen, so z. B. zu Josephs Leben … durch Bildnisse erleuchtet (1690), zu Aesops Fabeln (1707 in Ulm herausgegeben), zu einem Katholischen Katechismus und zum Leben des heiligen Augustinus (1732). Er stach auch eine Folge von Landschaften nach Ros und Merian, die im Verlag von Jeremias Wolff in Augsburg erschienen, Porträts von Fürsten und Geistlichkeit und Ornamente. 

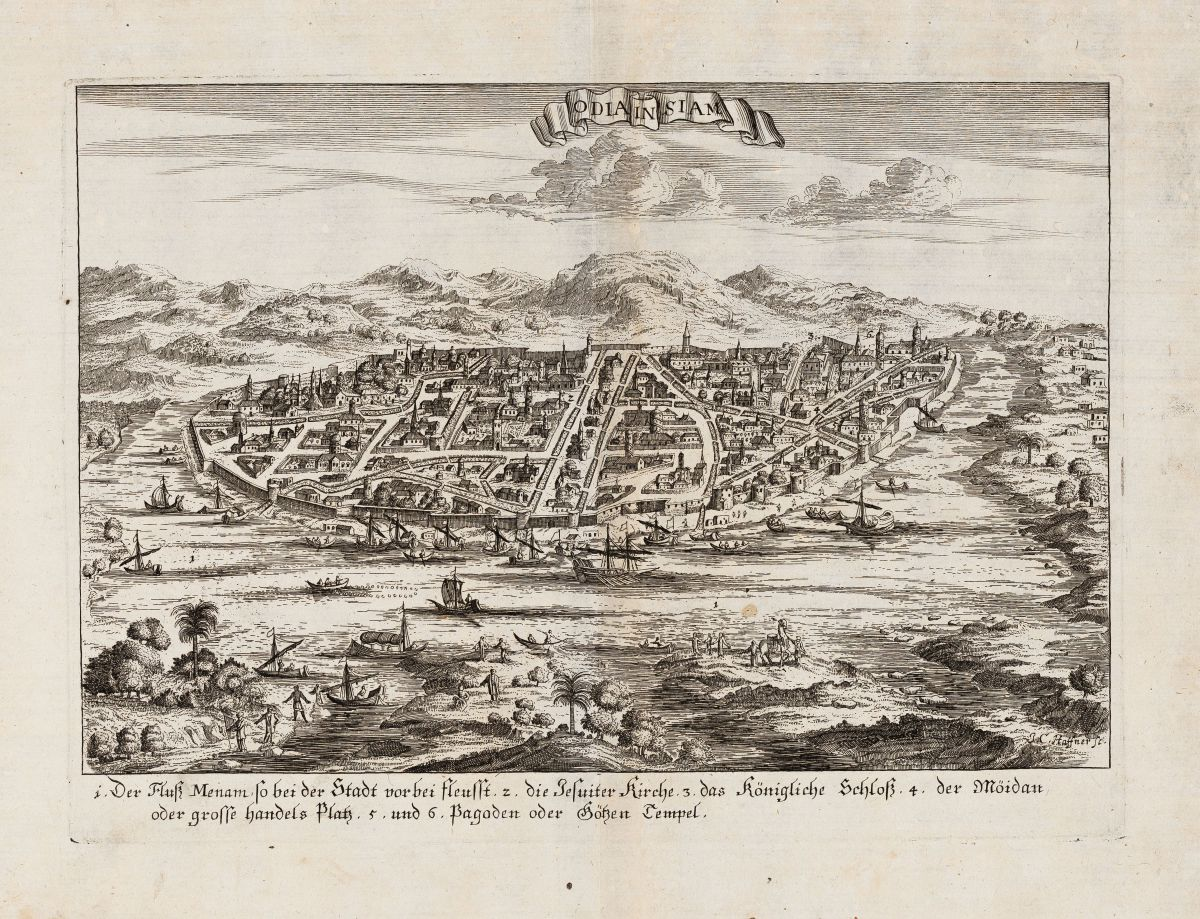
Odia in Siam, Kupferstich um 1700
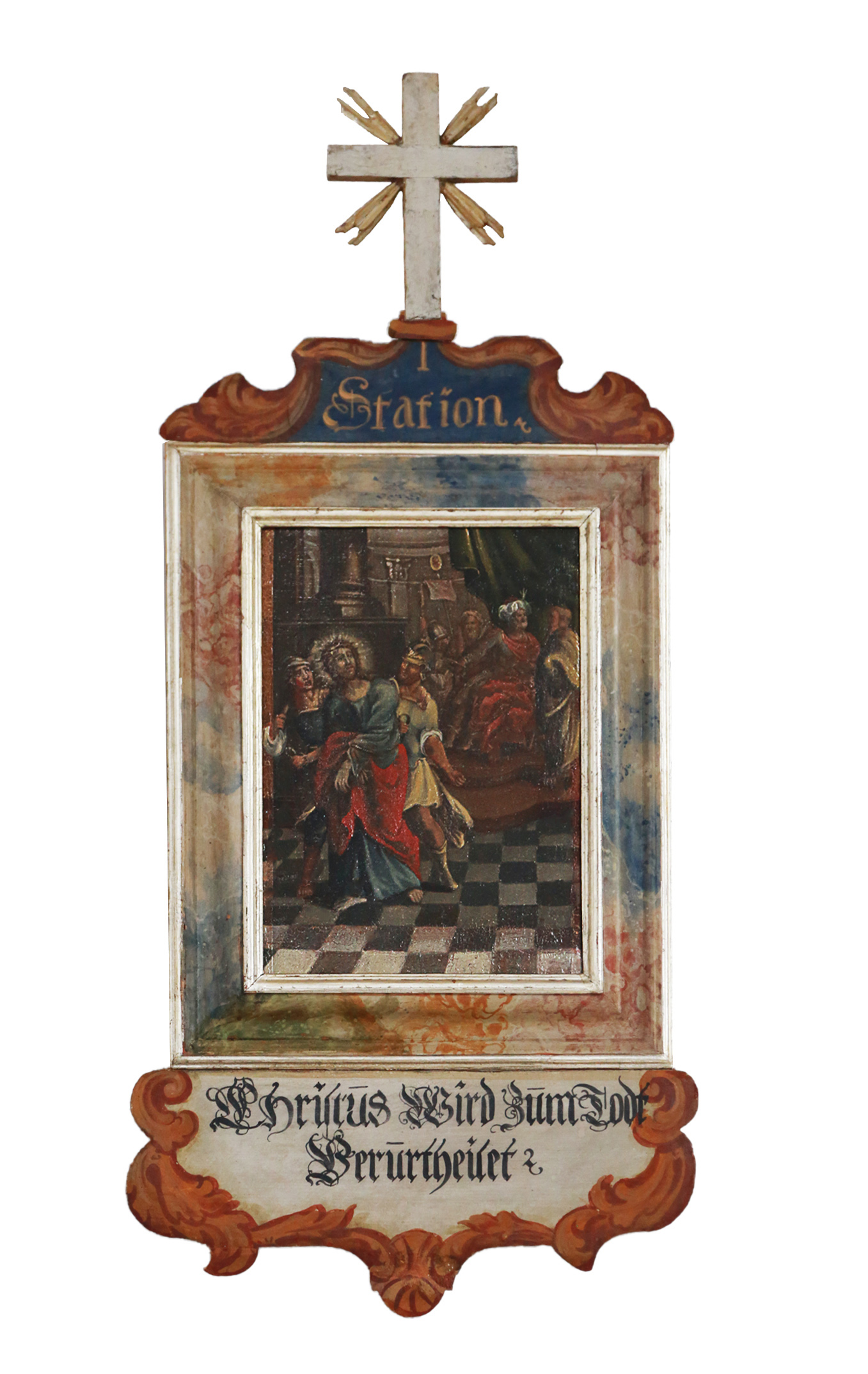
Kreuzwegstation in der Mariahilfkapelle in Birkenberg